# Natalia Jiménez
Natalia Altea Jiménez Sarmento (Madrid, España; 29 de diciembre de 1981) es cantautora española de pop latino. Inició su carrera musical a principios de la década de 2000 como vocalista del grupo La Quinta Estación. Tras la disolución del grupo, lanzó su primer disco como solista titulado con su propio nombre, que salió a la venta en junio de 2011. 
Su potente voz y versatilidad musical la han convertido en una de las figuras femeninas de más envergadura de la canción en español. Ha sido premiada en los Grammy y Latin Grammy, donde también ha actuado en vivo. A lo largo de su carrera ha vendido más de 3 millones de álbumes en todo el mundo y ha grabado duetos con las mejores estrellas de la música latina, incluyendo a Marc Anthony, Ricky Martin, Yuri, Juan Gabriel, etc.

## Biografía

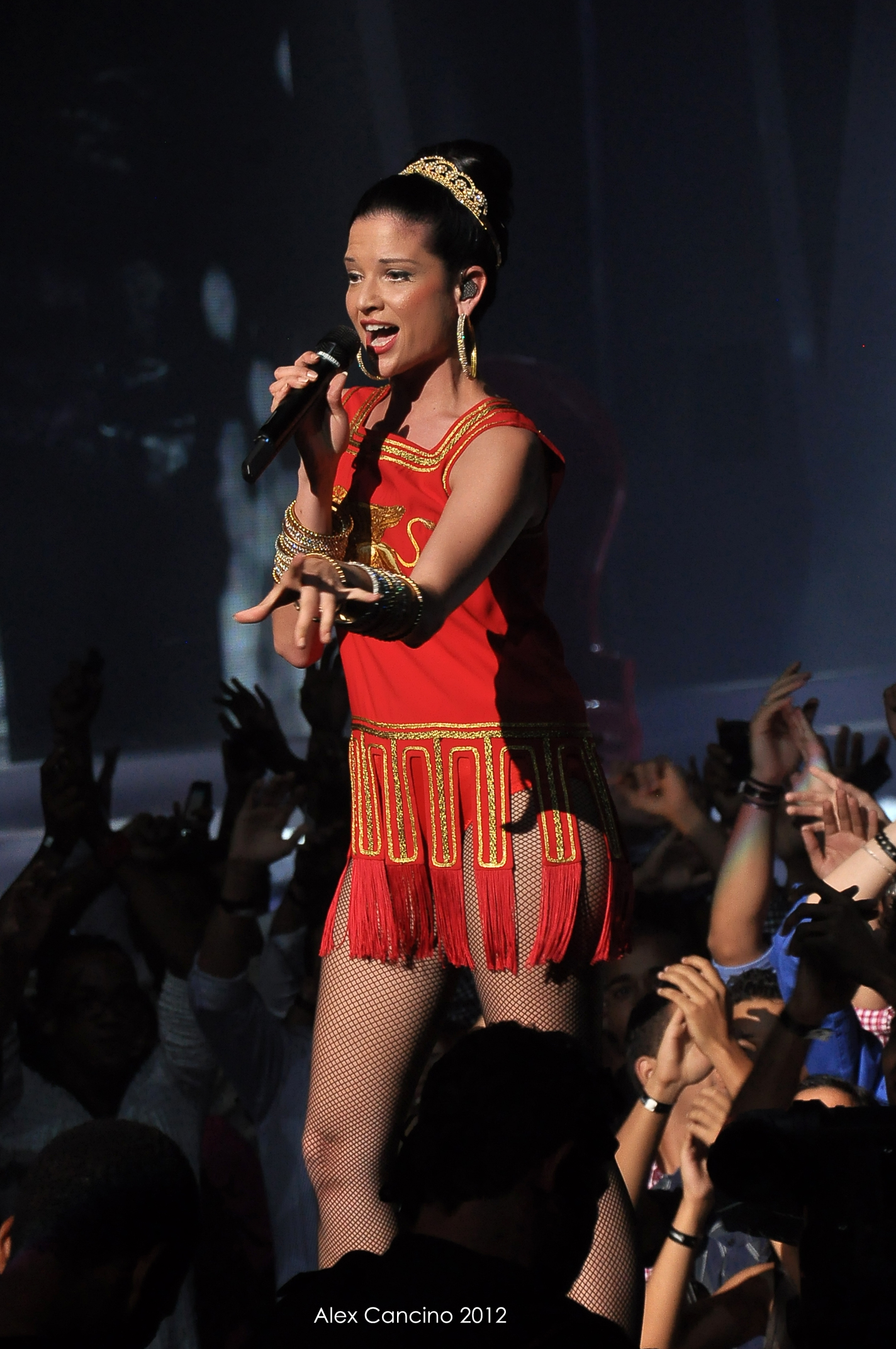
Natalia Jiménez en su participación en Premios Casandra 2012, Santo Domingo.

Natalia Jiménez nació en la ciudad de Madrid el 29 de diciembre de 1981, hija de padre español y madre portuguesa. Ella inició su carrera tocando en el metro y en las calles de Madrid, y desde entonces se ha dedicado por completo a esa pasión artística que es la música.
En 2001, firmó un importante acuerdo con Sony Music y se convirtió en la cantante principal de La Quinta Estación, con la cual logró alcanzar el éxito en España, México y Estados Unidos gracias a los álbumes Flores de alquiler, El mundo se equivoca y Sin frenos.
Después de vivir en México durante más de ocho años y de la disolución del grupo en 2010, Natalia comenzó una nueva etapa y se mudó a Miami para dedicar tiempo a uno de sus proyectos más ambiciosos y significativos: el álbum con el que debutó como solista, Natalia Jiménez, lanzado el 21 de junio de 2011. El álbum debutó en la posición número uno en la lista iTunes Pop Latino y con este, la cantante recibió la nominación a “Artista Femenina del Año” de los Premios Billboard de la música latina, y a principios del 2012 ganó el Premio Lo Nuestro en la categoría "Revelación del Año".
Su segundo álbum como solista, Creo en mí, fue lanzado el 17 de marzo de 2015 y alcanzó la posición número uno en Puerto Rico y número dos en la cartelera Álbumes Latinos de Billboard. Además, recibió dos nominaciones al Latin Grammy en las categorías Álbum del Año (Creo en mí) y Canción del Año («Quédate con ella»).
En 2016, celebró el trabajo de la diva mexicana-estadounidense, Jenni Rivera, en su tercer disco como solista: Homenaje a La Gran Señora.
Para 2019, regresó a escena con el sencillo «Nunca es tarde», el cual grabó con Jesús Navarro, vocalista de Reik, y compuso con Claudia Brant y Jayson DeZuzio. El mismo tema se convirtió en la canción principal de la segunda temporada de la serie de Televisa y Univision, Por amar sin ley. En agosto, lanzó el álbum de rancheras que lleva por título México de mi corazón, producido por Armando Ávila. En tan solo siete meses, el material alcanzó los primeros puestos de popularidad en las listas de éxitos musicales en México y Estados Unidos, y le ha válido un Disco de Oro y más de 55 millones de reproducciones en todo el mundo. México de mi corazón es un álbum que homenajea a la canción mexicana y presenta duetos con voces como las de: Carlos Rivera, Pedro Fernández, Paquita la del Barrio, Lila Downs, El Bebeto, y la Banda MS. El mariachi Gama Mil proporciona acompañamiento musical, y a Natalia se le concedió permiso para incorporar coros con Juan Gabriel. 
Natalia Jiménez también es conocida como mentora de talento emergente en programas como La Voz Kids de Telemundo, donde dirigió al concursante ganador en 2015 y 2016; para 2018 fue parte de los jueces de La voz edición mexicana, junto a Maluma, Anitta y Carlos Rivera, producida por Televisa.
En 2019 fue ayudante mentora de Melendi en La Voz Kids México, última edición en Televisa.
En 2020, Natalia volvió a España donde es jueza invitada del reality show Operación Triunfo.
En 2021, hizo parte del equipo de jurados de La Voz Kids en Colombia. Junto a Andrés Cepeda y Jesús Navarro. 
En 2022 participó en la serie biográfica El rey Vicente Fernández interpretando a Cordelia Vélez, producida por Caracol Televisión para Netflix. También grabó una participación especial para el reboot de la serie mexicana Mujeres asesinas.
En enero de 2023 Natalia Jiménez tuvo una polémica con los exintegrantes de La Quinta Estación, ya que dos de estos (Sven y Pablo) fundaron una nueva banda musical con el nombre de Cinco Estaciones junto a una nueva cantante, este grupo consistiría en una continuación de la exbanda de la cantante. Natalia aseguró en sus redes sociales que ella junto con Ángel Reyero poseía los derechos internacionales de uso de La Quinta Estación y por tanto la utilización de las canciones y el nombre de este grupo estarían penadas por la ley en caso de que Cinco Estaciones se hiciese público. La española también afirmó que tuvo un similar conflicto con uno de los exintegrantes de La Quinta Estación por el mismo caso años antes, el cual fue llevado ante la justicia española.[cita requerida]

## Vida personal
El 30 de noviembre de 2024, Natalia Jiménez selló su amor con Arnold Hemkes y a través de un emotivo video publicado en sus redes sociales, anunció su matrimonio. En el clip, se la vio de espaldas disfrutando de un espectacular show de fuegos artificiales, un momento mágico que simbolizaba el inicio de una nueva etapa en sus vidas. En la descripción del video, Natalia compartió su felicidad: "¡Nos casamos! Guadalajara, Jalisco, México de testigo y rodeados de amor, familia y amigos".
La ceremonia tuvo lugar en Zapopan, Jalisco, un lugar significativo que reflejó la conexión de Natalia con México. La cantante optó por una boda íntima, rodeada solo por sus seres más queridos, incluyendo a su hija Alessandra.
El vestido de novia fue confeccionado por Benito Santos, un reconocido diseñador mexicano que ha vestido a varias celebridades en sus días especiales.

## Televisión

### Coach de La Voz
| Año  | Edición            | Cadena             | Finalista          | Posición |
| ---- | ------------------ | ------------------ | ------------------ | -------- |
| 2014 | La Voz Kids 2      | Telemundo          | Leslie Mendoza     | Segunda  |
| 2015 | La Voz Kids 3      | Telemundo          | Jonael Santiago    | Ganadora |
| 2016 | La Voz Kids 4      | Telemundo          | Christopher Rivera | Ganadora |
| 2018 | La voz... México 7 | Las Estrellas      | Carmen Goett       | Tercera  |
| 2021 | La Voz Kids 5      | Caracol Televisión | Maria Liz Patiño   | Ganadora |
| 2021 | La Voz Senior      | Caracol Televisión | Maria Nelfi Duque  | Ganadora |

### Series
| Año  | Título                    | Personaje                                  |
| ---- | ------------------------- | ------------------------------------------ |
| 2022 | Mujeres asesinas          | Ella misma. (Episodio: Las bodas de plata) |
| 2022 | El rey, Vicente Fernández | Cornelia Vélez (Chavela Vargas)            |

### Otras apariciones
| Año  | Título                | Nota             |
| ---- | --------------------- | ---------------- |
| 2019 | ¿Quién es la máscara? | Invitada musical |
| 2020 | Operación Triunfo     | Jurado           |
| 2021 | Premios de la radio   | Invitada musical |
| 2022 | La Academia 20 Años   | Invitada musical |
| 2023 | ¿Quién es la máscara? | Invitada musical |

## Discografía

### Como solista
Álbumes de estudio
- 2011: Natalia Jiménez
- 2015: Creo en mí
- 2016: Homenaje a la Gran Señora
- 2019: México de mi corazón
- 2021: México de mi corazón Vol. 2

Recopilatorios
- 2022: Antología

## Premios y nominaciones
| Año  | Premio                        | Categoría                                                               | Resultado |
| ---- | ----------------------------- | ----------------------------------------------------------------------- | --------- |
| 2011 | Grammy Latinos                | Colaboración del Año por “Lo Mejor de mi Vida Eres Tú” con Ricky Martin | Nominada  |
| 2011 | Grammy Latinos                | Canción del Año por “Lo Mejor de mi Vida Eres Tú” con Ricky Martin      | Nominada  |
| 2012 | Premios Lo Nuestro            | Artista Femenina del Año                                                | Nominada  |
| 2012 | Premios Lo Nuestro            | Solista o Grupo Revelación del Año                                      | Ganadora  |
| 2012 | Premios Oye!                  | Revelación Pop                                                          | Nominada  |
| 2012 | Premio Casandra Internacional | Artistas extranjero destacado en la República Dominicana                | Ganadora  |
| 2012 | Premios Billboard Latino      | Artista Femenina del Año, Álbum                                         | Nominada  |
| 2013 | Premio La Musa Elena Casals   | Joven compositora destacada en la industria latina                      | Ganadora  |
| 2015 | Premios Billboard Latino      | Artista Femenina Del Año                                                | Ganadora  |
| 2014 | Premio Neox Fan Awards        | 'Esta es mi canción' Creo En Mí                                         | Ganadora  |
| 2015 | Premio ASCAP                  | Premio de compositores por el tema Creo en Mi                           | Ganadora  |
| 2016 | Premio Lo Nuestro             | Artista Femenina del Año                                                | Ganadora  |